# Ранульф де Гленвиль
Ранульф де Гленвиль (англ. Ranulf de Glanvill; 1120-е — 21 октября 1190) — главный юстициарий Англии в 1180—1189 годах, шериф Йоркшира в 1163—1170 и 1175—1189 годах, шериф Ланкашира в 1173—1174 годах, шериф Уэстморленда в 1177—1180 годах, судья королевского двора в 1177—1180 годах, возможный автор «Трактата о законах и обычаях королевства Английского» — самого раннего трактата, посвящённого английским законам.
Происходивший из не очень знатного англо-нормандского рода Гленвилей, Ранульф проявил себя во время мятежа сыновей Генриха II, когда ему удалось захватить в плен вторгшегося в Северную Англию шотландского короля Вильгельма I Льва. Пользуясь милостью короля, он начал продвигаться по службе, став в 1180 году юстициарием Англии. Своё положение он сохранял до смерти Генриха II, но при Ричарде I был отправлен в отставку. Вместе с новым королём он отправился в Третий крестовый поход, во время которого и умер.

## Биография

### Происхождение и молодые годы
Ранульф происходил из англо-нормандского рода Гленвилей, прозвание которого происходит от нормандской деревни Гланвиль в современном французском департаменте Кальвадос. Предки Ранульфа прибыли в Англию во время нормандского завоевания в 1066 году или вскоре после него. «Книга Страшного суда» в 1086 году упоминает Роберта де Гленвиля, который был арендатором Роберта Малета и владел рядом маноров в Саффолке. Однако генеалогия Гленвилей и точные родственные отношения между различными членами рода, жившими в XII веке, в первоисточниках не упоминаются. Также не существует никаких упоминаний о семье в сохранившихся частях казначейских свитков 1129/1130 года.
Реконструкцией генеалогии рода Гленвилей занимался Р. Мортимер. Известно, что отцом Ранульфа был Эрве де Гленвиль, упоминаемый в 1148—1153 годах. В протоколе заседания объединённого суда графств Норфолк и Саффолк, датированного 1149/1150 годом, присутствуют показания «старика (Эрве де Гленвиля), который утверждал, что присутствовал в заседаниях суда в течение предыдущих 50 лет». Из этого следует, что он родился в 1090-е годы или ранее. Также человек с таким именем упоминается в 1147 году среди четырёх лидеров англо-нормандской армии, напавшей на Лиссабон, находившийся в это время под контролем мусульман. Эрве, возможно, был жив ещё в 1166 году. Однако его точное происхождение неизвестно. Мортимер на основании двух записей Коксфордского монастыря считал его сыном Роберта де Гланвиля (ум. ок. 1150).
Также в источниках появляются имена нескольких братьев Ранульфа. Существовала другая ветвь рода — потомки Уильяма де Гленвиля, основавшего в 1113 году монастырь Бромхольм. Её представители имели владения в Восточной Англии.
Владения Ранульфа располагались в Саффолке, где он приобрёл ряд владений, включая Батли. К 1170 году он женился на Берте, дочери Теобальда де Валонь, владевшего землями по соседству с Ранульфом в Саффолке, а также в Йоркшире. Другая дочь Теобальда, Матильда, была замужем за Харви Уолтером, отцом архиепископа Кентерберийского Хьюберта Уолтера.
Родился Ранульф, вероятно, в 1220-е годы в Саффолке. Согласно сохранившейся в основанном им монастыре Батли традиции местом его рождения указывается Стратфорд (возможно имеется в виду поселение Стратфорд Сент-Эндрю неподалёку от города Сахсмундхем). Впервые имя Ранульфа упоминается около 1144 года в письме, которое епископ Эли Найджел отправил Эрве де Гланвилю и его сыну, призывая отдать монахам владения в Боудси.
Около 1150 года Ранульф засвидетельствовал хартию о подтверждении пожалования монастырю Бромхольм. Позже в 1150-х годах Ранульф засвидетельствовал 2 саффолкские хартии Уильяма, сына короля Стефана. Также его имя упоминается в казначейском свитке 1161/1162 года. В начале 1160-х к нему обращался Ричард Анстейский, который вёл в это время судебную тяжбу, что, возможно, свидетельствует о том, что Ранульф имел тогда определённое влияние в юридических вопросах.
В 1163—1170 годах Ранульф был шерифом Йоркшира, где были владения семьи его жены. В это время он начал принимать участие в государственных делах. В 1168 году он засвидетельствовал хартию главного юстициария Англии Ричарда де Люси. Однако в 1170 году Ранульф был смещён с поста шерифа, на котором его заменил Роберт III де Стутвиль. В это же время в связи с расследованием о злоупотреблениях были отстранены многие шерифы, однако в отличие от ряда других чиновников Гренвиль пострадал не очень сильно. Хартии, датированные 1171 годом, показывают, что он в июне-июле сопровождал короля на континент, а в октябре — в Ирландию. В том же году Ранульф был назначен хранителем Ричмонда в Йоркшире.

### Мятеж сыновей Генриха II
Возвышением Ранульф во многом обязан мятежу сыновей короля Генриха II. Основной причиной, по которой Генрих Молодой, Ричард и Джеффри восстали против отца, было его желание продолжать лично управлять своими владениями, делиться властью с сыновьями он не желал. Хотя Генрих Молодой был коронован в 1170 году, Джеффри после смерти Конана Бретонского в 1171 году был признан герцогом Бретани, а Ричард 11 июля 1172 года — герцогом Аквитании, старый король считал все эти церемонии лишь символическими. Душой заговора, возникшего против Генриха II, была его жена, Алиенора Аквитанская. Между супругами уже давно разладились отношения, и с годами разрыв углублялся. Восстание началось в начале 1173 года, когда Генрих Молодой бежал ко двору короля Франции Людовика VII, на дочери которого он был женат, и вскоре к нему присоединились и Ричард с Джеффри. Французский король, считавший себя сюзереном мятежных принцев, уговорил нескольких своих вассалов поддержать восстание. Также к нему присоединились некоторые нормандские и английские бароны.
В 1173 году Гленвиль был назначен шерифом Ланкашира; это назначение было, вероятно, связано с тем, что из-за мятежа сыновей Генриха II увеличился риск восстаний в Англии. Эту должность он занимал до 1174 года. Король в 1173 году находился в Нормандии, проводя военные компании против вторгшихся французских баронов и восставших нормандцев. Управление Англией в это время находилось в руках главного юстициария Ричарда де Люси, который выступил против восставшего графа Лестера. Летом в Англию вторгся король Шотландии Вильгельм I Лев, который решил воспользоваться восстанием, чтобы захватить Нортумберленд. Добравшись до Йоркшира, шотландцы начали опустошать его. Для ликвидации угрозы были задействованы юстициарий Ричард де Люси и констебль Англии Хамфри де Богун. Узнав о приближении англичан, Вильгельм отступил, его преследовали до Лотиана. Английская армия сожгла Берик и опустошила его окрестности, после чего шотландский король попросил о перемирии, которое командующие английской армии приняли. Гленвилю в это время удалось захватить Хамо де Масси — английского барона, поддержавшего шотландцев.
После окончания перемирия шотландцы в 1174 году вновь вторглись в Англию. Своего брата Давида, графа Хантингдонского, Вильгельм отправил в Лестер, жителей которого призвал присоединиться к нему, а сам он осадил замок Уэрк на Твиде, обороняемый Робертом III де Стутвилем, однако вскоре понял, что взять замок будет непросто, и снял осаду. Далее он осадил Карлайл, однако и он был серьёзно укреплён. Оставив часть армии держать осаду, Вильгельм отправился в Уэстморленд, где захватил замки Эпплби и Бро, в которых был маленький гарнизон. Далее король Шотландии вернулся в Нортумберленд, где захватил Уоркуэрт, после чего вновь оказался около Карлайла. В это время обороняющиеся уже страдали от голода, поэтому командир гарнизона, Роберт Вос, попросил перемирия, обещая, что если до Михайлова дня Генрих II не пришлёт подмогу, сдать город. Вильгельм перемирие предоставил, взял заложников и двинулся дальше. Он не рискнул осаждать очень хорошо укреплённый Ньюкасл-апон-Тайн, осадив другой замок, Прадо в 11 милях вверх по Тайну. Кастелян замка, Одинель II де Умфравиль, узнав о приближении шотландцев, поскакал в Йорк, где сообщил шерифу Йоркшира Роберту де Стутвилю об угрозе. Роберт немедленно собрал ополчение и двинулся к Прадо. Узнав о приближающейся армии, шотландский король снял осаду и отступил на север. Решив, что он достаточно оторвался от англичан, он осадил замок Алник, гарнизон которого был незначителен, отправив большую часть своих людей разорять окрестности.
Утром 13 июля йоркширское войско, которое собрал Одинель де Умфравиль, решило выступить из Прадо, куда они подошли уже после отступления Вильгельма I Шотландского, в погоню за шотландцами, несмотря на то, что у них было всего 400 всадников, а у Вильгельма, по слухам, более 800 бойцов. Согласно хронике Жордана Фантосма, именно Ранульф де Гленвиль принял решение двигаться с небольшим отрядом к Алнику. До вечера они преодолели 24 мили, и тут на них опустился туман. Тем не менее они продолжили путь и неожиданно увидели Алник, под стенами которого король Вильгельм и около 60 рыцарей устроили турнир, не подозревая об англичанах. Король сначала принял появившихся всадников за своих; только когда они развернули знамёна, шотландцы осознали, кто перед ними. После краткой схватки у Вильгельма убили коня, который придавил его. Фантосм сообщает, что Гленвиль лично взял в плен шотландского короля, называя этот день лучшим в его жизни. Пленного короля доставили в Ричмонд, Роджер де Моубрей бежал в Шотландию, шотландцы, узнавшие о случившемся, также отправились за Твид. В результате мятеж на севере практически угас. По приказу Генриха II, вернувшегося к этому времени в Англию, Ранульф сначала доставил пленённого Вильгельма в Саутгемптон, а потом его отправили в Нормандию.

### На королевской службе
Военные успехи Ранульфа позволили ему добиться королевской милости. В июне-июле 1175 года он в качестве королевского судьи заседал в Вудстоке; хартии этого времени указывают, что Гленвиль часто сопровождал короля и его приближённых, особенно в Северную Англию. В 1175 или 1176 году он был восстановлен в должности шерифа Йоркшира, которую он сохранял до 1189 года. В 1177 году он упоминается также в качестве шерифа Уэстморленда. Эту должность он занимал 3 года, частично выполняя обязанности через своего стюарда Райнера. В казначейском свитке 1179/1180 года сообщается, что по разрешению короля от Гленвиля не нужно требовать отчёта по Уэстморленду. Полученные доходы были в основном направлены на восстановление замков в Северной Англии. В казначейском свитке 1176/1177 года указывает, что долг Уэстморленда превышал 1570 фунтов, но король списал этот долг. Подобные королевские милости служили источником для роста личного благосостояния шерифа.
В январе 1176 года Гленвиль был назначен одним из трёх судей королевского двора, которые были назначены для разбора исков в Йоркшире, Ланкашире и графствах, которые располагались дальше на север. Также он был, вероятно, одним из пяти судей, назначенных Генрихом II в 1178 и 1179 годах; Ранульф отвечал за проведение выездных заседаний суда к северу от Трента, основной задачей которых было выслушивание жалоб и претензий от народа. Однако первоначальное назначение было скорректировано, на практике он рассматривал жалобы в Дербишире, Херефордшире, Ноттингемшире, Оксфордшире, Шропшире, Стаффордшире, Вустершире и Йоркшире. Это назначение Гленвиля в королевской администрации подтверждается историей, которую приводит Джеральд Уэльский. Он рассказывает о линкольнширском рыцаре Роджере Астерби, которого загадочные голоса призывали подавать жалобы на режим Генриха II; одним из тех, к кому велели обращаться, был Ранульф де Гленвиль.
Обязанности Гленвиля не ограничивались работой судьёй и шерифом. Возможно, в 1176 году он отправился во Фландрию, а в 1177 году он действовал там в качестве посла, присутствуя во время клятвы, согласно которой граф Филипп обещал не выдавать замуж своих племянниц без согласия английского короля. В том же году Генрих II направил Ранульфу два письма о мире с королём Франции Филиппом II Августом и графом Фландрии.

### Юстициарий Англии
В 1180 году Гленвиль был назначен юстициарием Англии, сменив удалившегося на покой Ричарда де Люси. Казначейский свиток 1179/1180 года указывает, что многие действия и выплаты исполнялись по приказу Ранульфа, обладавшего вице-королевскими полномочиями. В его окружении в это время оказываются родственники из Восточной Англии, из них самой заметной фигурой был его племянник Хьюберт Уолтер.
В 1182 году Ранульф присутствовал как исполнитель королевской воли во время интронизации архиепископом Кентерберийским нового епископа Рочестера. Также в этом году он возглавил армию в против валлийцев, с этого момента он начинает активно участвовать в англо-валлийских делах. В 1183 году Генрих II заключил мир со своим сыном Джеффри и отправил в Англию своего младшего сына Джона и Ранульфа де Гленвиля. В 1184 году Гленвиль и архиепископ Кентерберийский были отправлены в качестве посланников для встречи с приехавшим в Херефорд валлийским князем Рисом ап Грифидом. В том же году он организовал в Лондоне совет, который отказался разрешить посланникам папы римского собирать в Англии денежные сборы и пообещал королю компенсировать все выплаты, которые он делал папе. В 1185 году он в течение полугода осуществлял сбор средств в Нортумберленде. В 1186 году Гленвил договорился о мирном договоре в валлийских марках между Рисом ап Гриффидом и жителями Херефорда и Честера. В том же году он отправился во Францию, где приложил усилия для заключения перемирия с Филиппом II Августом.

### Последние годы
В последний год правления Генриха II он выполнял обязанности королевского управляющего, курсируя между Нормандией, где находился король, и Англией, стремясь обеспечить власть старого короля над его державой. Генрих II умер 6 июля 1189 года, ему наследовал Ричард I Львиное Сердце.
Гленвиль присутствовал на коронации нового короля, после чего был послан Ричардом для пресечения нападений на евреев, последовавших за ней. Однако уже 17 сентября 1189 года он был смещён с должности юстициария. Ричард из Девицеса указывает, что причиной был тот факт, что Ранульф пользовался близостью королю. Он был заключён в тюрьму и был выпущен только после уплаты штрафа в 15 тысяч фунтов (выплата подтверждается казначейскими свитками). Другую версию приводит Уильям Ньюбургский, по словам которого Гленвиль подал в отставку, поскольку он был стар, новый король с ним советовался гораздо меньше, чем Генрих II, а также он захотел принять участие в Третьем крестовом походе. Отставка Гленвиля, судя по всему, отразилась на членах его семьи, хотя Уолтер Хьюберт продолжал процветать.
Вместе со своими приближёнными, включая Уолтрера, Ранульф отправился в крестовый поход. Он сопровождал Ричарда I до Марселя и достиг в итоге Святой Земли. Он умер 21 октября 1190 года во время осады Акры, однако его смерть была вызвана не участием в битве, а местным климатом.
От брака с Бертой де Валонь у Ранульфа осталось несколько дочерей, три из которых пережили отца. Между ними и было разделено наследство Гленвиля.
В своих владениях Ранульф основал 2 монастыря: августинский в Батли (1171 год) и премонстрантский в Лейстоне (1182 год).

### Оценки личности
По словам историка Джона Хадсона, Рануль де Гленвиль был ярким примером королевского служащего во время правления Генриха II, личное положение которого связано с отношением к нему короля: после смерти Генриха II новый король оказался не заинтересован в его услугах. Таланты Гленвиля лежали в разных областях, его успехи приводили к получению новых должностей, а также к другим благам. Так в 1175/1176 году король пожаловал Ранульфу владения в Лейстоне (Саффолк), где он позже основал Лейстонское аббатство. Также Гленвиль получил поместье и церковь Аптон в Норфолке. Из положения Ранульфа извлекли пользу и его родственники: в то время как он был юстициарием, пятеро из них были шерифами. Кроме того, сохранились доказательства злоупотребления Гленвилем властью. В приложении к документу о смещении его с поста шерифа Йоркшира в 1170 году есть ссылка на дело Гилберта из Пламптона. Роджер Ховеденский сообщает, что Гленвиль ненавидел Гилберта и «пытался предать его смерти», обвинив в похищении наследницы, опека над которой была передана тому королём, и связанными с этим кражей и грабежом. Сам Ранульф желал выдать замуж эту наследницу за своего подчинённого, Рейнера. В итоге Гленвиль приговорил Гилберта к смерти. После вмешательства епископа Вустерского и «при божественной помощи» исполнение приговора было отложено, однако Гилберт провёл в заключении всю оставшуюся жизнь.
В целом современники оценивают личность Гленвиля положительно, даже после того как его смерть позволила его безнаказанно критиковать. Ричард из Девицеса называет Ранульфа «глазом королевства и короля». Также хронист сообщает, что когда тот был у власти, никто не обладал большим красноречием, однако после его отставки в 1189—1190 годах «он стал глупым от горя». Джеральд Уэльский, рассуждая об основании монастырей в Батли и Лейстоне, резко критикует клюнийцев и цистерцианцев. Также он описывает свой собственный разговор с Гленвилем о неудачах Генриха II в конце его правления в Нормандии против французов по сравнению с предыдущими успехами, называя собеседника «мудрым и красноречивым». Уолтер Мап отмечает откровенные взгляды Гленвиля на то, почему чиновники-священнослужители обычно деспотичнее, чем миряне, а также на то, что королевская справедливость быстрее, чем церковная.

## Трактат о законах и обычаях королевства Английского
Существует историческая традиция, которая приписывает Гленвилю изобретение ассизы «О новом захвате» и виндикационного иска. Вероятно она связана с тем, что Ранульфу приписывается создание «Трактата о законах и обычаях королевства Английского» — руководства по королевским судебным процедурам, которое было составлено (или закончено) между 1187 и 1189 годами. Одним из оснований для этого служит сообщение Роджера Ховеденского, который, упоминая о назначении в 1180 году Гленвиля на должность главного юстициария, добавляет: «благодаря мудрости которого были сформулированы законы, изложенные ниже». Далее перечисляются «10 статей Вильгельма Завоевателя», Законы Эдуарда Исповедника, «Трактат о законах» и ряд указов Генриха II. В то же время, по мнению историка Джона Хадсона, поскольку Гленвиль не имеет никакого отношения к составлению законов Вильгельма Завоевателя и Эдуарда Исповедника, сообщение хрониста нельзя считать доказательством того, что «Трактат о законах» был создан именно этим юстициарием. В самом произведении говорится только о том, что трактат был «составлен во времена короля Генриха Второго, когда правосудие находилось под руководством прославленного Ранульфа де Гленвиля, лучше других знающего в то время законы и древние обычаи королевства», что также не является доказательством авторства Гленвиля.
Существуют и другие кандидаты на авторство трактата — Хьюберт Уолтер и Джеффри Фиц-Петер, 1-й граф Эссекс, которые сами позже стали главными юстициариями Англии. Однако существуют аргументы против их авторства, в первую очередь тот факт, что их имена никак не связывались с трактатом, что нашло отражение в отсутствии атрибуции в документе. По мнению Джона Хадсона, более вероятным кандидатом был какой-то королевский клерк, который достаточно хорошо разбирался в юриспруденции, однако в момент написания трактата не занимал достаточно высокого положения, что не даёт возможность установить его личность. Но, вероятнее всего, автор находился в близком окружении Гленвиля и Хьюберта Уолтера, которые могли осуществлять общее руководство работой.

## Брак и дети
Жена: до 1170 Берта де Валонь, дочь Теобальда де Валонь. Дети:
- Матильда де Гланвиль; муж: Уильям де Обервиль[8];
- Амабиль де Гланвиль; муж: Ральф де Арден[8];
- Элоиза де Гланвиль (ум. 1 марта 1195); муж: Роберт Фиц-Ральф[8];
- Мабиль де Гланвиль[8].